# Demigod (Computerspiel)
Demigod (engl. für Halbgott) ist ein Computerspiel von Gas Powered Games für Windows. Es zählt zum Genre des Multiplayer Online Battle Arena. Der Spieltitel bezieht sich auf die mächtigen Spielercharaktere, die um die Vorherrschaft über verschiedene Zonen kämpfen.

## Spielmechanik
Ursprung von Demigod ist die Warcraft-III-Modifikation Defense of the Ancients, das die Spielmechanik stark beeinflusste. Es gibt zwei verschiedene Arten von Demigods, Assassinen und Generäle. Assassinen vertrauen im direkten Kampf auf ihre unterschiedlichen Kampffähigkeiten um einen anderen Demigod zu töten. Generäle erschaffen ihre eigenen Diener und unterstützen diese und andere Halbgötter.
Der Spieler erhält Gold und Erfahrungspunkte für das Besiegen des Feindes und das Erobern von Fahnen. Während der Demigod des Spielers im Level aufsteigt, erhält er zusätzlich neue Fähigkeiten aus dem jeweiligen Fähigkeitenbaum. Jeder Demigod hat seinen eigenen Talent-Baum mit einer Mischung aus offensiven, defensiven und teambezogenen Fähigkeiten. Halbgötter können auch Gegenstände zur Verbesserung ihrer Fähigkeiten kaufen.

## Entwicklungsgeschichte
Bereits am 9. April 2009, 5 Tage vor dem ursprünglichen Termin (14. April 2009) hatte GameStop Demigod veröffentlicht. Als Reaktion darauf hatte Stardock alle vorbestellten Spiele gleich am Montag, den 13. April 2009 einen Tag früher freigeschaltet. Demigod erschien ursprünglich mit 8 Halbgöttern und wurde ein paar Monate nach dem Release um 2 Halbgötter erweitert.

### Verbindungsprobleme
Am 15. April 2009 hat Brad Wardell, CEO von Stardock, einen Status-Bericht abgegeben, um die Verbindungsprobleme der Multiplayerkomponente des Spiels zu erläutern. In dem Bericht erklärt er, dass nur etwa 18.000 der 120.000 Verbindungen von rechtmäßigen Nutzern stammen und dass die überwältigende Zahl der unrechtmäßigen Benutzer ihr System überlasten. Seitdem hat Stardock Schritte zur Stabilisierung ihrer Online-Multiplayer-System eingeleitet.
Der Patch 1.01 brachte noch keine Verbesserung für Spieler aus Europa, Australien und Asien, da die Proxy-Server für diese Regionen noch nicht fertiggestellt sind.
Stardock erstattete Spielern, die nur wenige Stunden gespielt haben, den vollen Preis und Spielern, die mehr als ein paar Stunden gespielt haben, 75 % des Preises.
Am 3. Juni machte Brad "Frogboy" Wardell, CEO von Stardock, die folgende Aussage in einem Internet-Forum:

„Meiner Meinung nach verdient das Spiele einen schlechten Ruf. Meine Enttäuschung über einige Sachen, die ich gesehen habe, ist zu groß, um sie mit Worten auszudrücken. Dies ist einer der Gründe, warum ich Leute vom Elemental Projekt zu Demigod abgezogen habe, um Probleme anzugehen und zu korrigieren. Meiner Meinung nach wurden zu viele "Dinge" lizenziert und nicht geprüft. Wenn das Stardock / GPG-Team diese Dinge nicht schnell bereinigen kann, verdient das Spiel unterzugehen.“

Inzwischen (Stand Juni 2011) sind weitere Patches verfügbar und das Spiel ist wesentlich stabiler.

## Rezeption
Die Bewertungen für Demigod sind äußerst unterschiedlich. Metacritic berichtet eine Gesamtpunktzahl von 76, die Ergebnisse von einzelnen Websites reichen hierbei von 50 Punkten bis zu 92 Punkten. Die Spieleseite 1UP.com fasst den Großteil der negativen und verärgerten Kritik, die das Spiel erhalten hat, mit dem folgenden Zitat zusammen: „Wenn Sie daran interessiert sind, ihr Geld für eine Beta wegzuwerfen, und damit vielleicht etwas üben zu können, bevor alles rund läuft, dann tun sie es und erhöhen die Punkte etwas. Alle anderen sollten sich bis dahin etwas anderes suchen“, wobei Lydia Sung von Neoseeker dem Spiel eine perfekte 10 gab, insbesondere unter Hinweis auf die atemberaubenden Grafiken und Sounds des Spiels mit den Worten: „Die meisten Spiele die es wert sind, getestet zu werden, sehen gut aus und haben vielleicht einen angemessenen Soundtrack, aber Demigod ist absolut atemberaubend für Augen und Ohren. Worte können nicht beschreiben, wie schön dieses Spiel ist und meine Screenshots können dem gar nicht gerecht werden.“ Cheat Code Central hat dem Spiel ein "Sehr Gut" als Bewertung gegeben (4,3 / 5)
GameSpot gab dem Spiel 6,5 von 10 Punkten, unter Hinweis auf große Online-Verbindungsprobleme und den Mangel an Tutorials oder einer Kampagne mit Geschichte. Stardock wies darauf hin, dass sie derzeit an allen Multiplayer-Problemen arbeiten. Graham Smith von PC Gamer bewertete das Spiel mit 8,1/10. Jason Ocampo von IGN gab dem Spiel 7,5/10 aufgrund des schlechten Netzwerkcodes und sagte: „Am besten warten Sie, während die Entwickler alles zum laufen bekommen bevor Sie in Demigod eintauchen wollen.“
Das Magazin Gameinformer gab dem Spiel eine 8 von 10, wobei sie den Spaß der DotA Kämpfe sowie die Struktur und ausgewogene Charaktere lobten. Bemängelt wurde die KI und dass das Spiel nur für Spieler interessant ist, die sich für den Multiplayer-Aspekt interessieren, da der Singleplayer dem restlichen Spiel nicht gerecht wird.